# Калат (округ)
Кала́т (урду ضلع قلات‎, англ. Kalat District) — один из 30 округов пакистанской провинции Белуджистан. Административный центр — город Калат.

## География
Площадь округа — 6 622 км². На севере граничит с округом Мастунг, на северо-западе — с округом Нушки, на западе — с округом Харан, на юге — с округом Хуздар, на востоке — с округом Болан.

## Административно-территориальное деление
Округ делится на два техсила:
- Калат
- Сураб

## Население
По данным переписи 1998 года, население округа составляло 237 834 человека, из которых мужчины составляли 51,69 %, женщины — соответственно 48,31 %. Уровень грамотности населения (от 10 лет и старше) составлял 19,9 %. Уровень урбанизации — 14,21 %. Средняя плотность населения — 35,92 чел./км².